# Okusama wa Majo
Okusama wa Majo (em japonês:  奥さまは魔女), também conhecida como "Minha Esposa é uma Bruxa", é uma mini-série de televisão japonesa que foi emitida de 16 de janeiro a 26 de março de 2004 pela Tokyo Broadcasting System, sendo exibida todas as sextas-feiras às 22:00. A TBS, uma empresa do grupo Network News, produziu esse remake da série de TV original americana Bewitched, também conhecida como A Feiticeira, com onze episódios, transmitidos em estações JNN com um especial no dia 21 de dezembro de 2004. A personagem principal, Arisa Matsui, foi retratada por Ryoko Yonekura.

## Sinopse
Arisa é fascinada pelos humanos, tão fascinada que ela acabou saindo do mundo mágico. Mas a vassoura magica que ela usava estava com defeito e ela acaba caindo no Japão, onde ela se encontra com Joji Matsui, que trabalhava numa agencia de publicidade. Joji era sempre designado pelo seu chefe, Ichio Suzuki, para as tarefas mais difíceis do cliente Shiori Nomo, um executivo de uma corporação de comunicações. Arisa fala para Joji que vai ajudá-lo a vencer os pedidos de Shiori e também faz a sua agencia crescer. Arisa e Joji se apaixonam e se casam. Mas Arisa promete que nunca mais iria usar magica novamente após ela e Joji terem se casado. Embora, que a mãe de Arisa, Dari, quer levar Arisa novamente para o mundo mágico e usará magia para desfazer esse novo casal. Agora, Arisa precisa se preocupar com o chefe de Chefe de Joji, os olhos intrometidos dos vizinho e das interferência de sua mãe bruxa.

## Remake
A série original foi ao ar nos Estados Unidos em 1964 e no Japão em 1966. A TBS se baseou nos melhores episódios da série original americana e adicionou algumas coisas culturais japonesas,  sendo que o relacionamento entre Arisa e sua sogra também foi modificado nessa versão.

### Episódios da versão japonêsa
| Episódios         | Exibição        | Título                                        | Audiência    | Argumento                                                                        |
| ----------------- | --------------- | --------------------------------------------- | ------------ | -------------------------------------------------------------------------------- |
| Episódio 1        | 16 de janeiro   | Casamento? Condições de Bruxa                 | 11.7%        | Shiori é a nova parceira de negócios da filha do presidente.                     |
| Episódio 2        | 23 de janeiro   | Batalha Decisiva! Bruxa Mãe VS Bruxa Filha    | 12.5%        | Jyoji tenta fazer com que Shiori fique como sua parceira de negócios.            |
| Episódio 3        | 30 de janeiro   | Mágica do Homem de Ferro! Amor                | 13.1%        | Daria usa mágica para fazer com que Shiori fique como parceira de Jyoji.         |
| Episódio 4        | 6 de fevereiro  | Reforma! Esposa Mononoke                      | 12.6%        | Jyoji é convidado a ir às aulas de tango com Shigeru e Suzuki.                   |
| Episódio 5        | 13 de fevereiro | Ajuda Komon-sama!                             | 11.3%        | Jyoji é enfeitiçado por Yukiko e Daria tem de voltar ao passado para resgatá-lo. |
| Episódio 6        | 20 de fevereiro | Droga Milagrosa! Rejuvenescimento             | 12.2%        | —                                                                                |
| Episódio 7        | 27 de fevereiro | A Bruxa me Pegou                              | 10.9%        | Jyoji tem três desejos à realizar, mas o que parecia fácil na verdade não é.     |
| Episódio 8        | 5 de março      | A Bruxa Revela a Verdade                      | 9.8%         | Daria encanta os broches de Jyoji para que todos a sua volta falem a verdade.    |
| Episódio 9        | 12 de março     | Raiva de Gravidez! Bruxa Diabo                | 9.8%         | Neste episódio, o ator Masahiko Tsugawa aparece no papel de pai de Arisa.        |
| Episódio 10       | 19 de março     | Asas de Anjo!                                 | 10.1%        | Tsubasa usa um jeito mágico para mostrar os resultados do seu exame na escola.   |
| Episódio 11       | 26 de março     | Querido, Adeus                                | 8.9%         | —                                                                                |
| —                 | —               | —                                             | Média: 11.2% | —                                                                                |
| Episódio de Natal | 21 de dezembro  | Missão de resgate de Papai Noel no Pólo Norte | 9.2%         | Além dos membros efetivos, Ryoko desta vez encontra também o Papai Noel.         |

## Informações técnicas

### Elenco
| - Ryoko Yonekura - Arisa Matsui - Taizo Harada - Jyoji Matsui - Manami Fuji - Kurako Sasaki - Asami Ishikawa - Shiori Nomo - Sayaka Aoki - Hiromi Hasegawa - Shiro Maggy - Shuzo Sasaki - Shun Shioya - Masaya Kida - Nari Natsuki - Daria - Kyoko Kishida - Sakura | - Naoto Takenaka - Ichio Suzuki - Kazuko Yoshiyuki - Sayo Matsui - Shigeru Muroi - Emiko Suzuki - Masahiko Tsugawa - Pai de Arisa - Tomohiro Waki - (Ep. 1) - Asami Mizukawa - "Yukiko" (Ep. 4) - Masahi Goda - (Ep. 5) - Nana Yamauchi - Tsubasa Matsui (Ep. 10 & 11) |

| - Roteiro: Noriko Goto - Chefe Produtor: Kijima Seichiro - Produtor: Tone Tetta - Diretor: Akio Yoshida , Hiroshi Sakai, Kentaro Takemura - Produção: Sony Pictures Entertainment: Dori Max televisão, TBS TV | - Magic In Your Eyes Tomoko Kawase - One True Love Yusuke Honma - My Sweet Home Yusuke Honma |